# Vibilia cultripes
Vibilia cultripes är en kräftdjursart som beskrevs av J. Vosseler 1901. Vibilia cultripes ingår i släktet Vibilia och familjen Vibiliidae. Inga underarter finns listade i Catalogue of Life.